# Dnister Zaleszczyki
Dnister Zaleszczyki (ukr. Футбольний клуб «Дністер» Заліщики, Futbolnyj Kłub "Dnister" Zaliszczyky) – ukraiński klub piłkarski z siedzibą w Zaleszczykach.
W sezonach 1992/93 i 1993/94 występował w Drugiej Lidze Mistrzostw Ukrainy.

## Historia
Chronologia nazw:
- ???—...: Dnister Zaleszczyki (ukr. «Дністер» Заліщики)

Drużyna piłkarska Dnister została założona w mieście Zaleszczyki.
Do 1992 drużyna z Zaleszczyk występowała w amatorskich rozgrywkach mistrzostw obwodu tarnopolskiego.
W pierwszych Mistrzostwach Ukrainy klub występował w Przejściowej Lidze, gdzie zajął pierwsze miejsce. W sezonach 1992/93 i 1993/94 występował w Drugiej Lidze Mistrzostw Ukrainy. W następnym sezonie 1993/94 klub występował w Trzeciej Lidze. Po rundzie jesiennej z powodu problemów finansowych zrezygnował z dalszych występów i został pozbawiony statusu profesjonałów.
Amatorska drużyna dalej występuje w rozgrywkach mistrzostw obwodu tarnopolskiego.